# Tine på tværs
|  | Denne artikel er oprettet af botten PalnaBot ud fra en ekstern database. Den kan derfor have sproglige fejl eller mangler. Denne skabelon kan fjernes efter kontrol af indholdet. |

Tine på tværs er en film instrueret af Anna Elisabeth Jessen.

## Handling
En film om Tine Bryld og radioprogrammet Tværs. Med lukningen af programmet Tværs sluttede en æra i dansk radio og dansk ungdomskultur. I Tværs var telefonerne åbne for unge i næsten fire årtier. Tine Bryld lyttede, rådede, trøstede og ruskede op i unge med små og store problemer. Filmen følger programmet den sidste søndag, det går i luften. Tværs blev sendt første gang i 1972, og vi møder nogle af de mennesker, som Tine Bryld har hjulpet gennem tiden. Vi bliver også lukket ind i Tine Brylds eget liv, privat og professionelt, og hører om de overvejelser, hun gør sig i sit arbejde - især at det er vigtigt at give hinanden troen på, at man kan lykkes.